# پورانترویی
شهر پورانترویی  در بخش پورانترویی  در ایالت ژورا در کشور سوئیس  واقع شده‌است که  ۶٬۶۰۰  نفر جمعیت دارد.

## نگارخانه

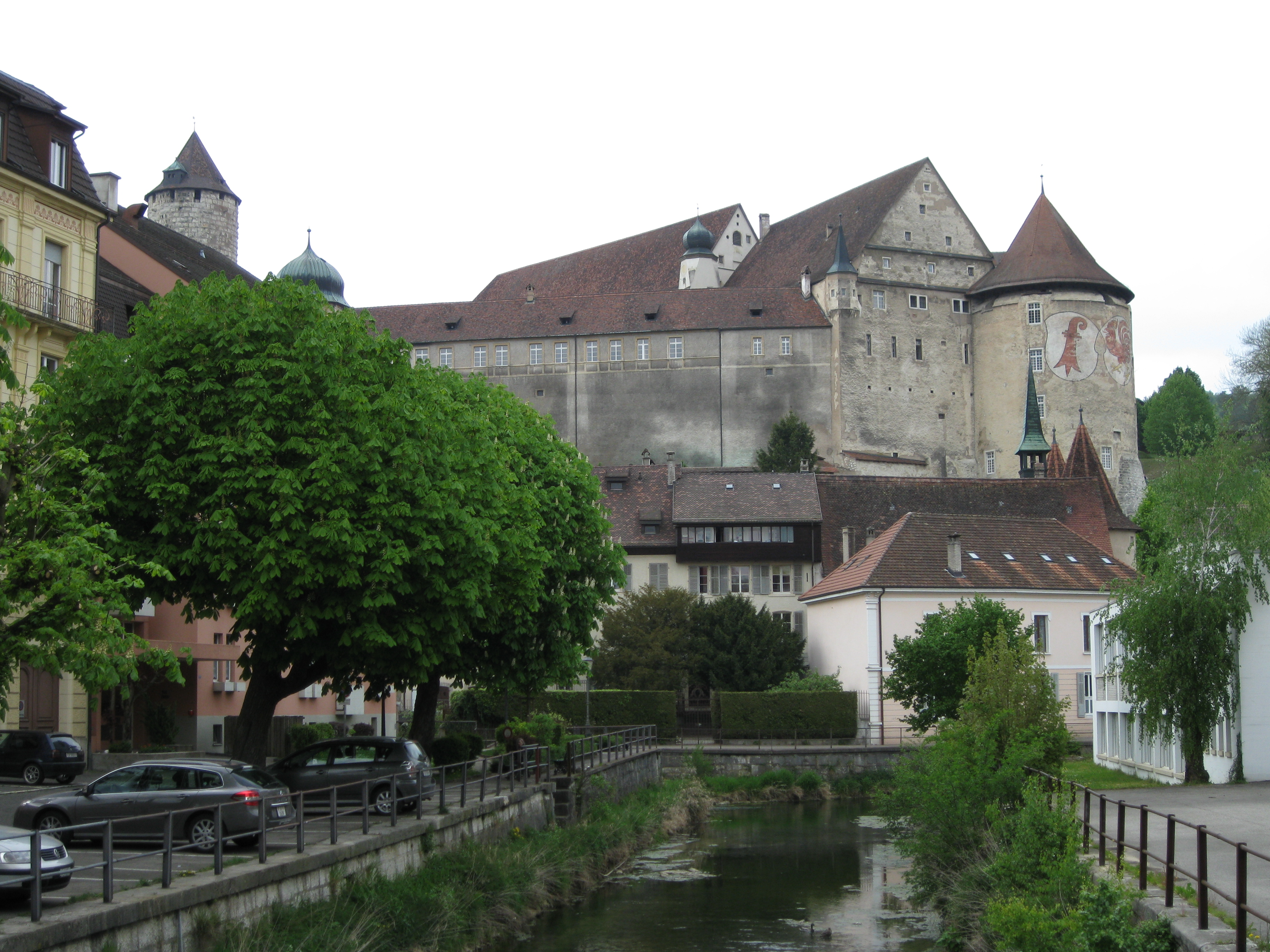
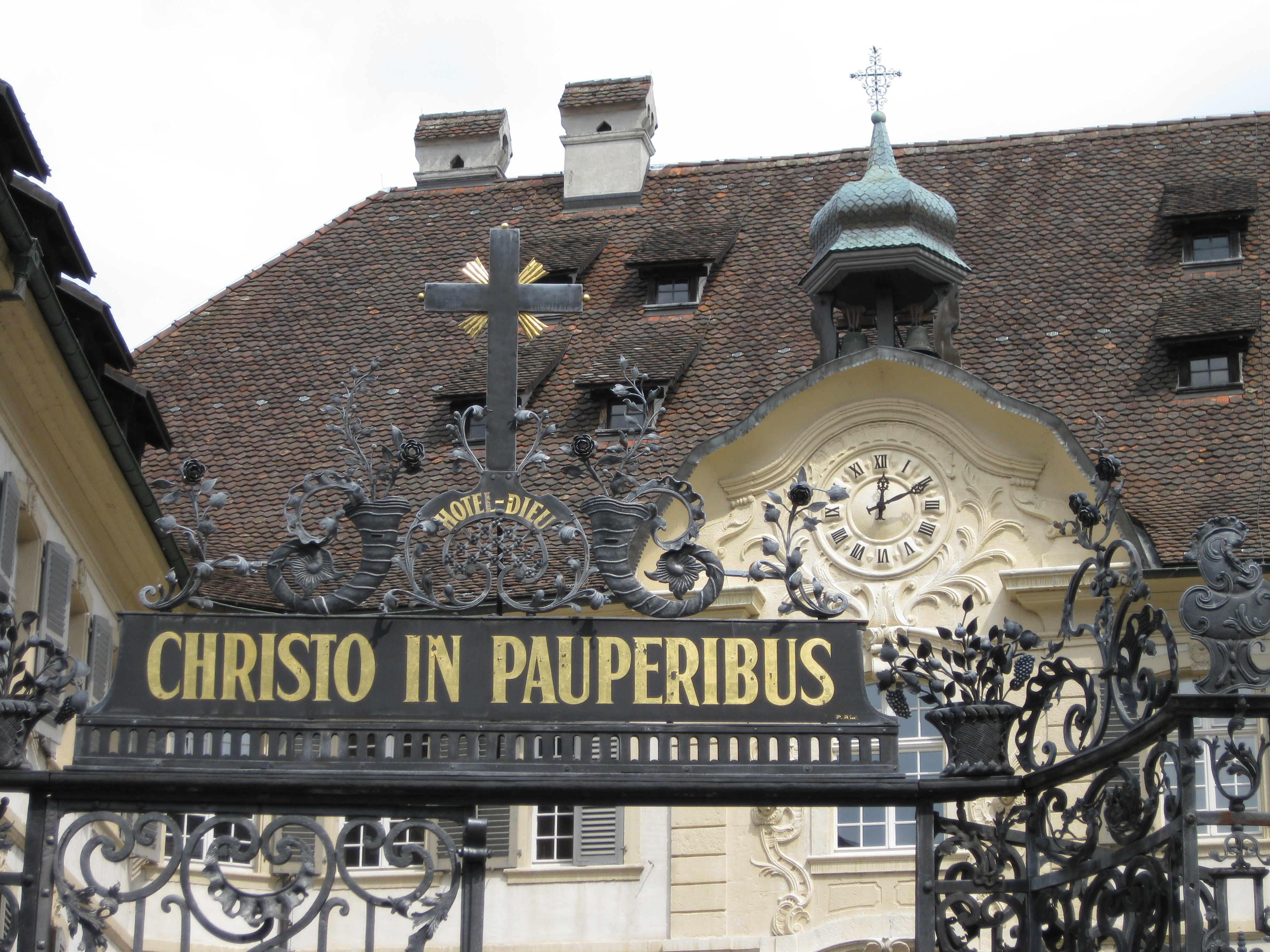
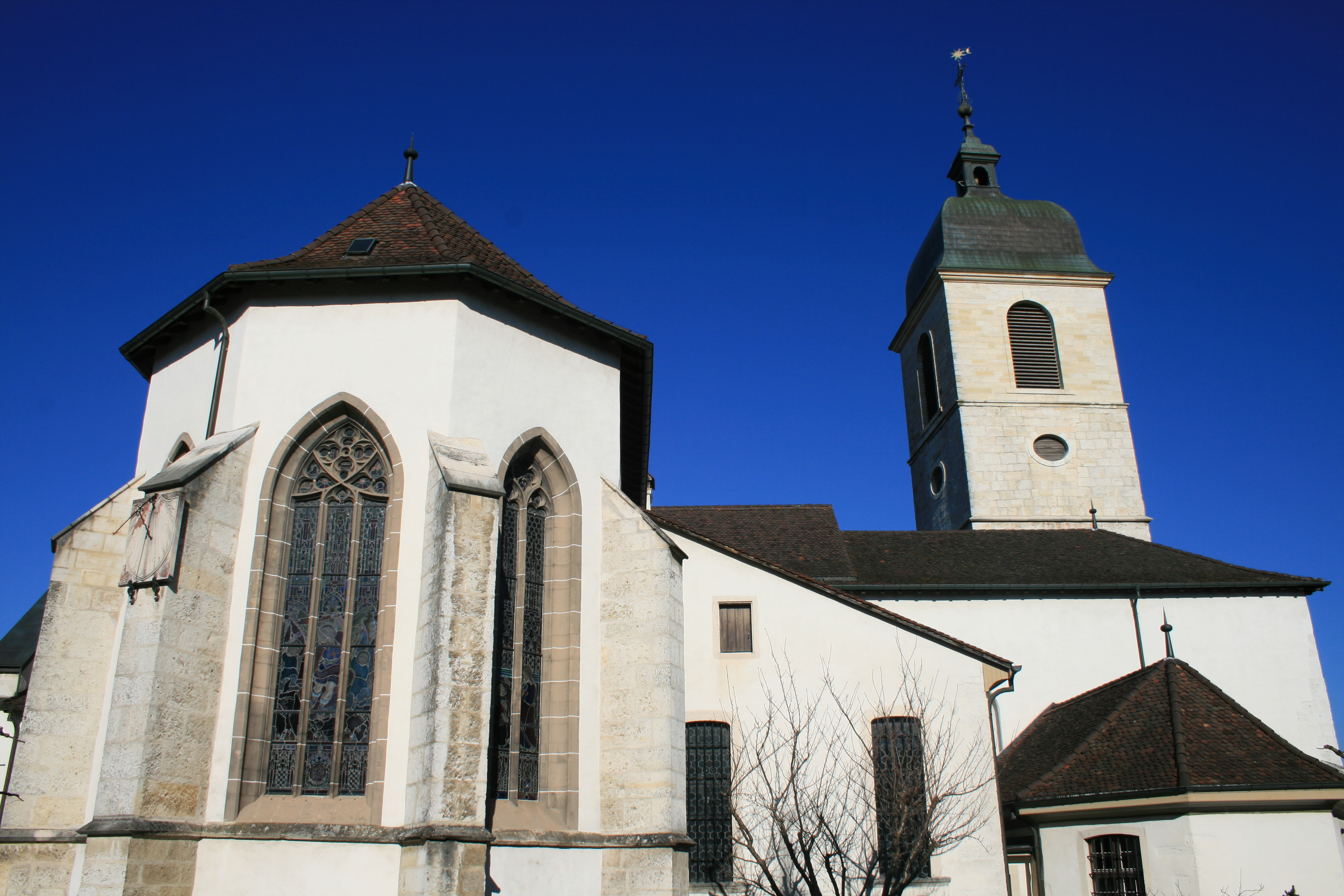
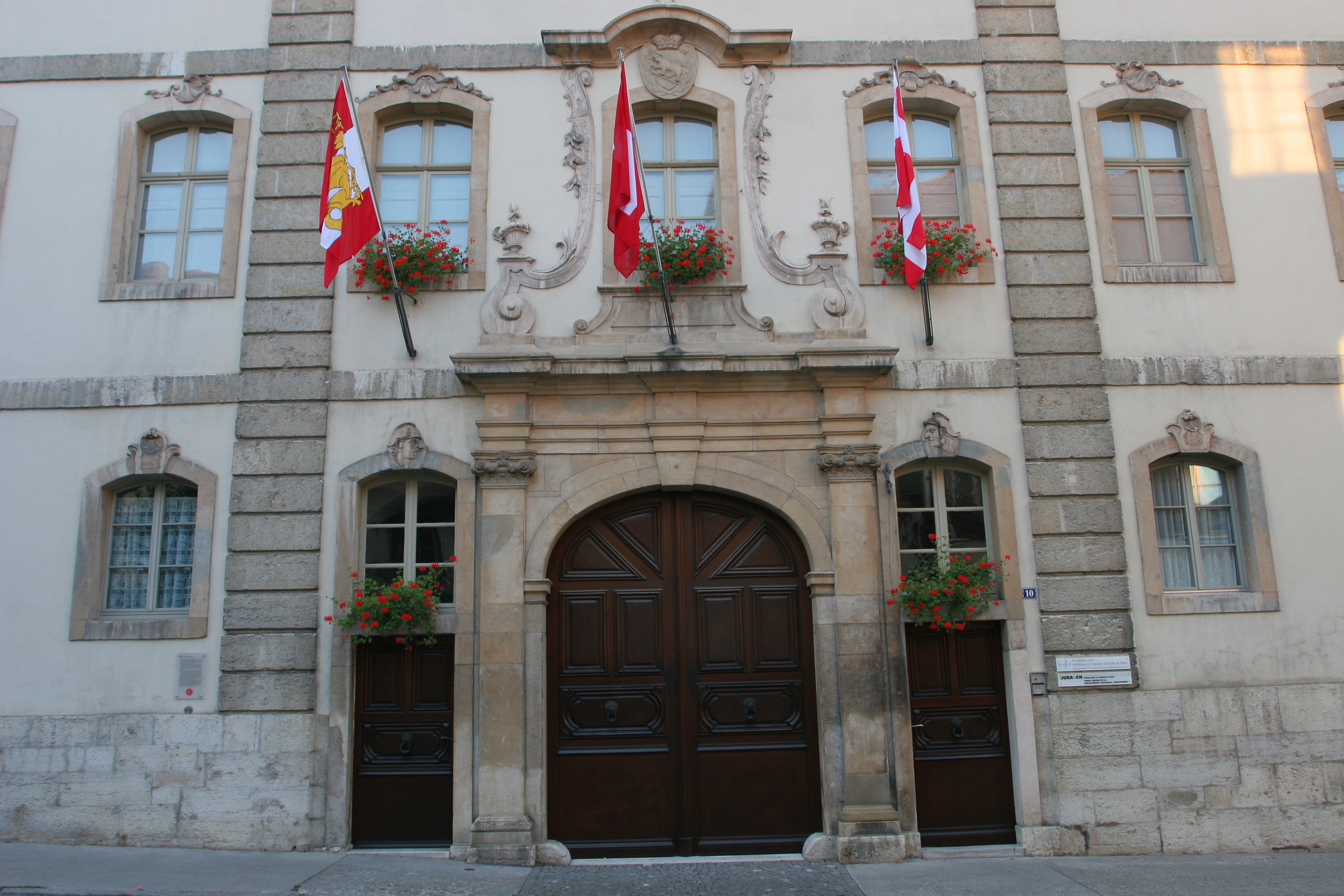
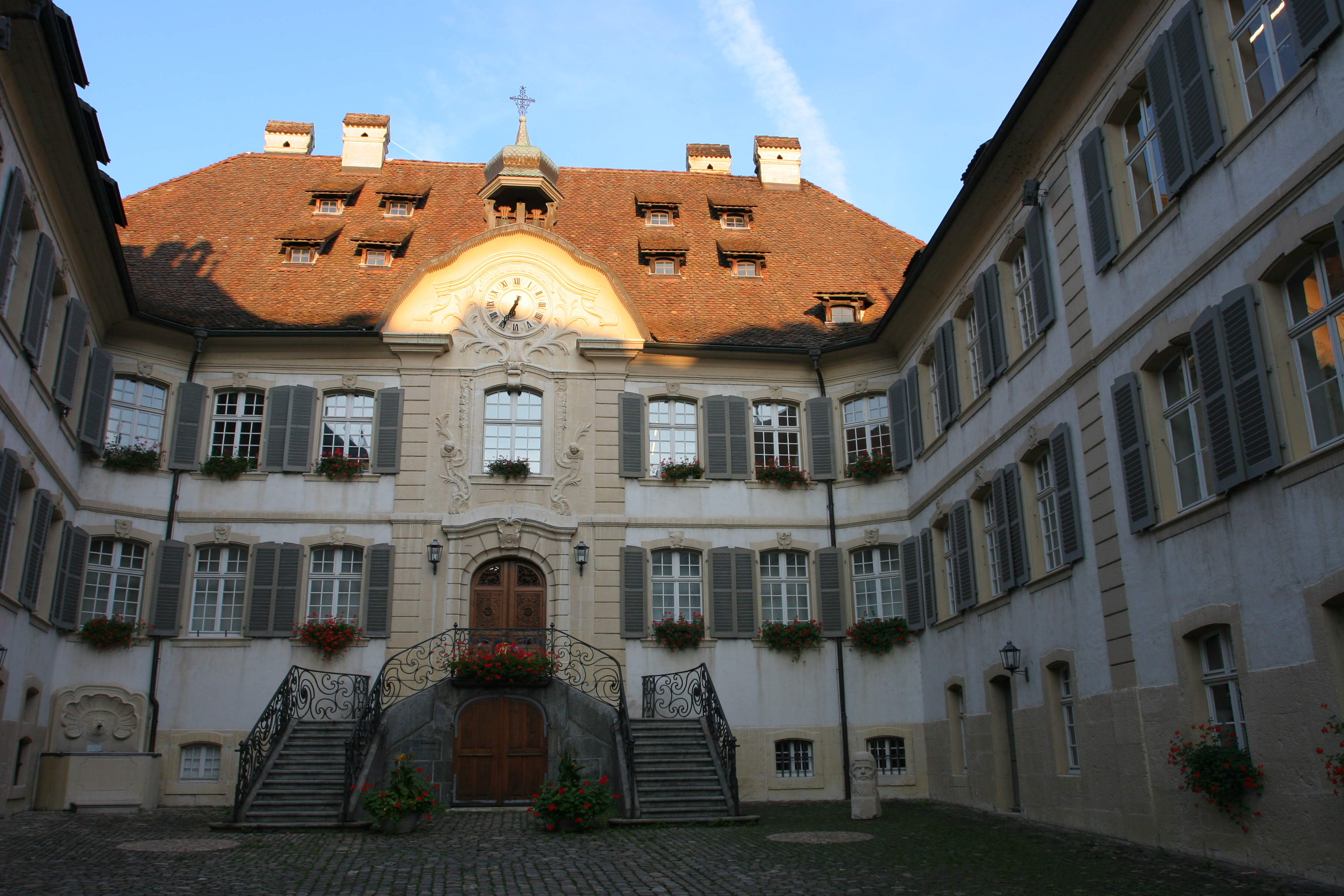
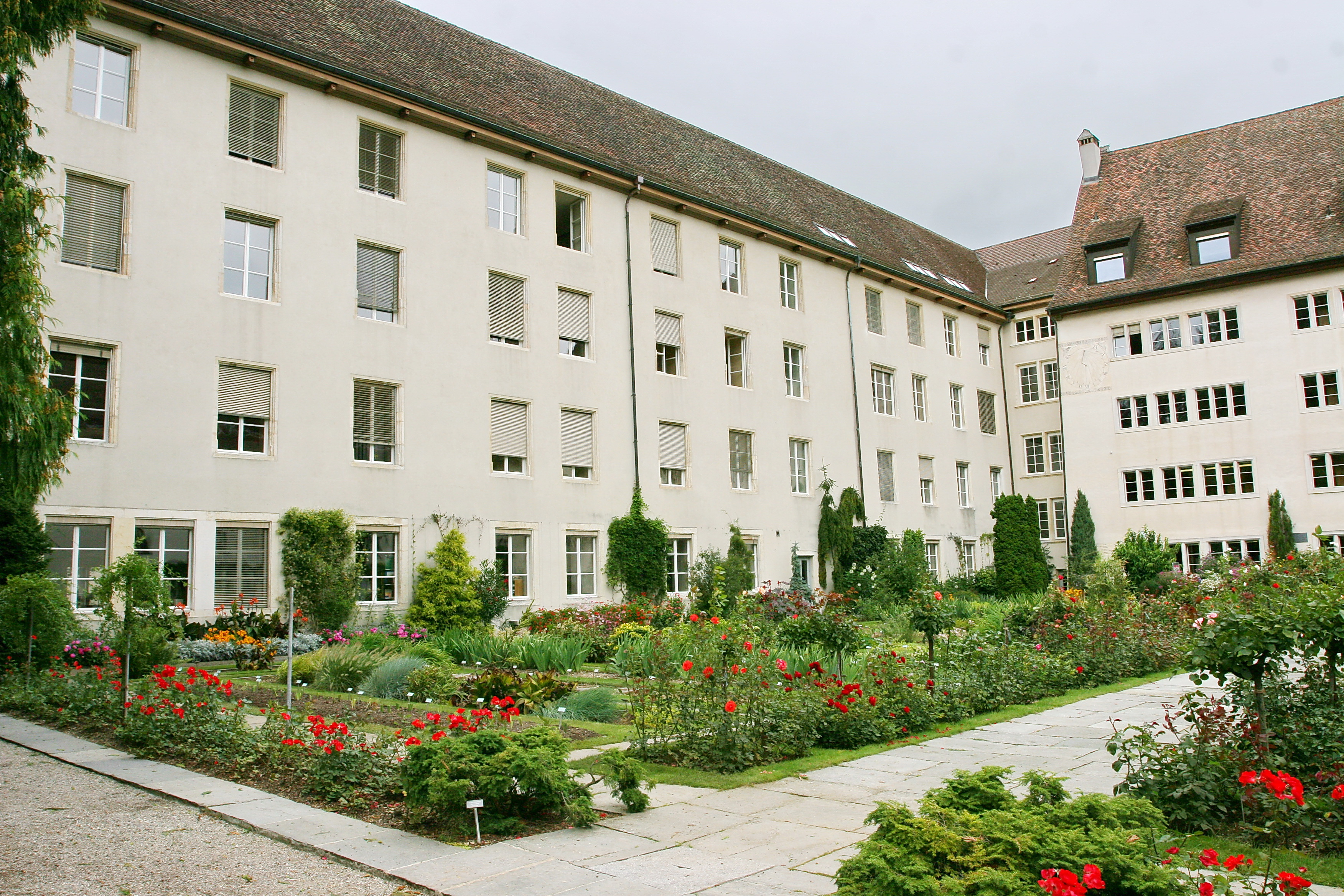